# Тулумне (окръг)
Вижте пояснителната страница за други значения на Туолъми.
Тулумне (на английски: Tuolumne) е окръг в Калифорния. Окръжният му център е град Сонора. Северната половина на Национален парк Йосемити се намира в източната част на окръга.

## География
Тулумне е с обща площ от 5891 кв.км. (2274 кв.мили).

## Население
Окръг Тулумне е с население от 54 501. (2000)

## Населени места

### Градове
- Сонора

### Други населени места
- Джеймстаун
- Източна Сонора
- Колумбия
- Конфидънс
- Моно Виста